# Eleutherodactylus atkinsi
Eleutherodactylus atkinsi är en groddjursart som beskrevs av Dunn 1925. Eleutherodactylus atkinsi ingår i släktet Eleutherodactylus och familjen Eleutherodactylidae. IUCN kategoriserar arten globalt som livskraftig. Inga underarter finns listade i Catalogue of Life.